# Teodosie Hilandarul
Teodosie Hilandarul (în sârbă Теодосије Хиландарац, cu alfabetul latin: Teodosije Hilandarac; n. 1246, Regatul medieval al Serbiei – d. 1328, Mănăstirea Hilandaru, Republica Monastică de la Muntele Athos, Grecia) a fost un călugăr sârb de la Mănăstirea Hilandar, unul dintre cei mai importanți scriitori sârbi din Evul Mediu. A fost inclus de Academia Sârbă de Științe și Arte în lista celor o sută de sârbi remarcabili.

## Biografie
A fost liderul spiritual al regelui Ștefan Dečanski. S-a ocupat de păstrarea memoriei Sfântului Simeon Izvorâtorul de Mir (Ștefan Nemanja) și a Sfântului Sava, care au pus bazele identității naționale și culturale sârbe. La cererea lui Domentian, în jurul anului 1291, a revizuit viața sfântului Sava. A scris mai multe canoane, liturghii și alte lucrări dedicate sfinților Simeon și Sava, precum și lucrări dedicate sfântului Petru Korisha.
„Viața sfântului Petru Korisha” este cea mai reușită operă artistică a literaturii sârbe antice. Narațiunea sa este uneori dramatică, dar întotdeauna concentrată pe starea interioară a eroului. Datorită acestor tendințe, această operă a fost numită roman, iar Teodosie - primul romancier sârb.
„Viața sfântului Sava” este una dintre primele lucrări complexe din literatura sârbă veche. Teodosie a fost în multe privințe un inovator, dar a încercat și să revigoreze povestea cu o nouă structură a propozițiilor și o prelucrare compozițională a textului. Astfel, personajele istoriei sârbe apar din monolitul literar în care au fost lăsate de scriitorii secolelor trecute și sunt iluminate din diferite unghiuri.